# Мила Гойсалич
Мила Гойсалич (на хърватски: Mila Gojsalić) е хърватска народна героиня, загинала през 1530 г.
Според историята произхожда от село Kостание в Загора близо до Омиш и е далечна потомка на хърватския крал Гоислав I. Живяла по време на османските войни в Хърватия.
През 1530 г. османска войска начело с Ахмед паша с 10 000 души предприема поход, за да завладее Полоцкото княжество. Лагеруват на място, наречено Подграц. Мила и други местни жени са принудени да загубят девствеността си от Ахмед паша. Тя прониква в турския лагер и взривява запасите от боеприпаси, убивайки Ахмед паша и много офицери и войници. Този акт е напълно изненадващ и обезсърчава останалите турски войници, които след това са отблъснати от жителите на Полица.
Иван Мещрович извайва бронзова статуя на Мила, която днес се извисява над град Омиш (над устието на р. Цетина), а Яков Готовац създава опера в нейна чест. В родното ѝ място всяко лято се провеждат т.нар. Дни на Мила Гойсалич. Нейната къща в селото е запазена и е напълно обновена.